# Stadhuis van Venlo
Het stadhuis van Venlo is een vrijstaand stadhuis in renaissancestijl. Het ligt aan het centrale plein, de Markt, vroeger ook wel Het Cruys geheten), op de kruising van zowel de Steenstraat/Gasthuisstraat/Parade met de Lomstraat/Vleesstraat in de Nederlandse stad Venlo in de gelijknamige gemeente.

## Geschiedenis

### Begintijd
Het eerste stadhuis van Venlo (een van de weinige in steen opgetrokken huizen van de stad) was in de eerste helft van de 14e eeuw eigendom van Gerard van Bocholt, die het pand nadat Venlo in 1343 stadsrechten kreeg aan het stadsbestuur in eigendom overdroeg. Het stadsbestuur vergaderde aanvankelijk bij de schepenen thuis. Het stadhuis werd in die tijd niet alleen voor raadsvergaderingen gebruikt, maar tevens als vleeshuis. Het "Steenen Huys" werd voor het eerst vermeld 1374. De adellijke heren die hier rechten hadden waren grotendeels door de Hertog van Gelre uitgekocht en verlieten de stad.

### Verbouwingen

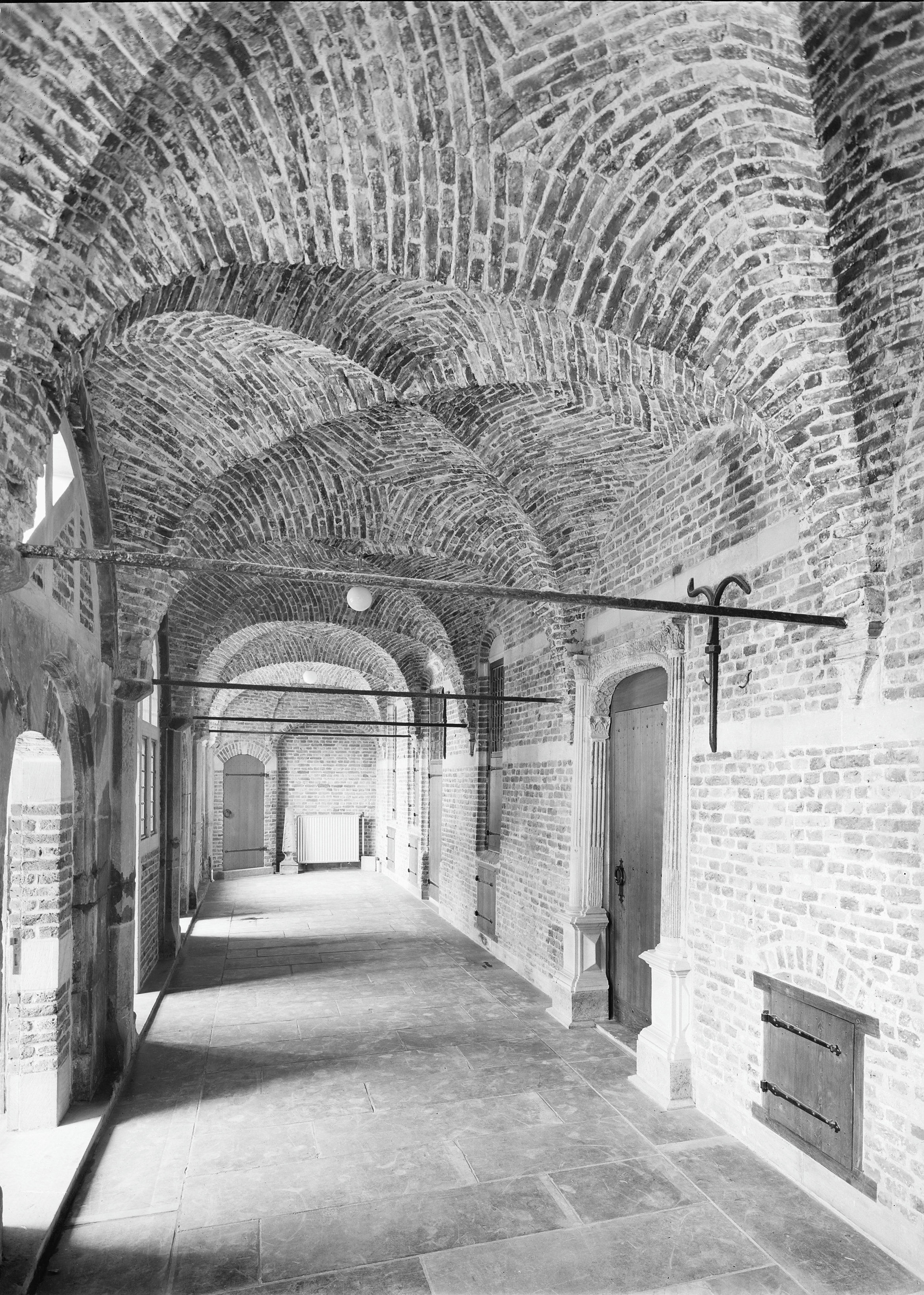
Oude doorgang tussen de oude waagkamer (rechts) en de huidige entree (links)

Meteen al in 1385 en 1289 vonden er verbouwingen plaats, waarbij een nieuw uurwerk in de toren werd geplaatst. De begane grond werd zodanig ingericht dat er plaats was voor een waag. In 1411 werd er een nieuwe "Kamer" gebouwd, die volgens Hermans waarschijnlijk gebruikt werd voor raadsvergaderingen. In de 15e eeuw werden er 700 gratis plavuizen geleverd voor een nieuwe vloer. In 1516, na oorlogsschade van een belegering in 1511, werd een van de gevels afgebroken en opnieuw opgemetseld.
Het oude stadhuis is 250 jaar in gebruik geweest, totdat de welvaart en vrede het toelieten een moderner gebouw te stichten. In 1596 bleek het oude stadhuis niet langer te voldoen, en werd er door bouwmeester Willem van Bommel uit Emmerik een nieuw, statig renaissancestijl stadhuis ontworpen en gebouwd. Het oude stadhuis werd nagenoeg volledig afgebroken, behalve de keldergewelven.
Het gebouw kwam nu vrij te staan. Het is gebouwd tussen 1597 en 1601. De muurankers aan de voorgevel geven 1598 aan. Bij de voorgevel sluiten twee hoektorens van ongelijke hoogte aan; de oostelijke met een uurwerk, de westelijke met een zonnewijzer. De trappen en het bordes zijn toegevoegd in 1609. Het baldakijn werd aangebracht in 1735.

### Huidige vormgeving

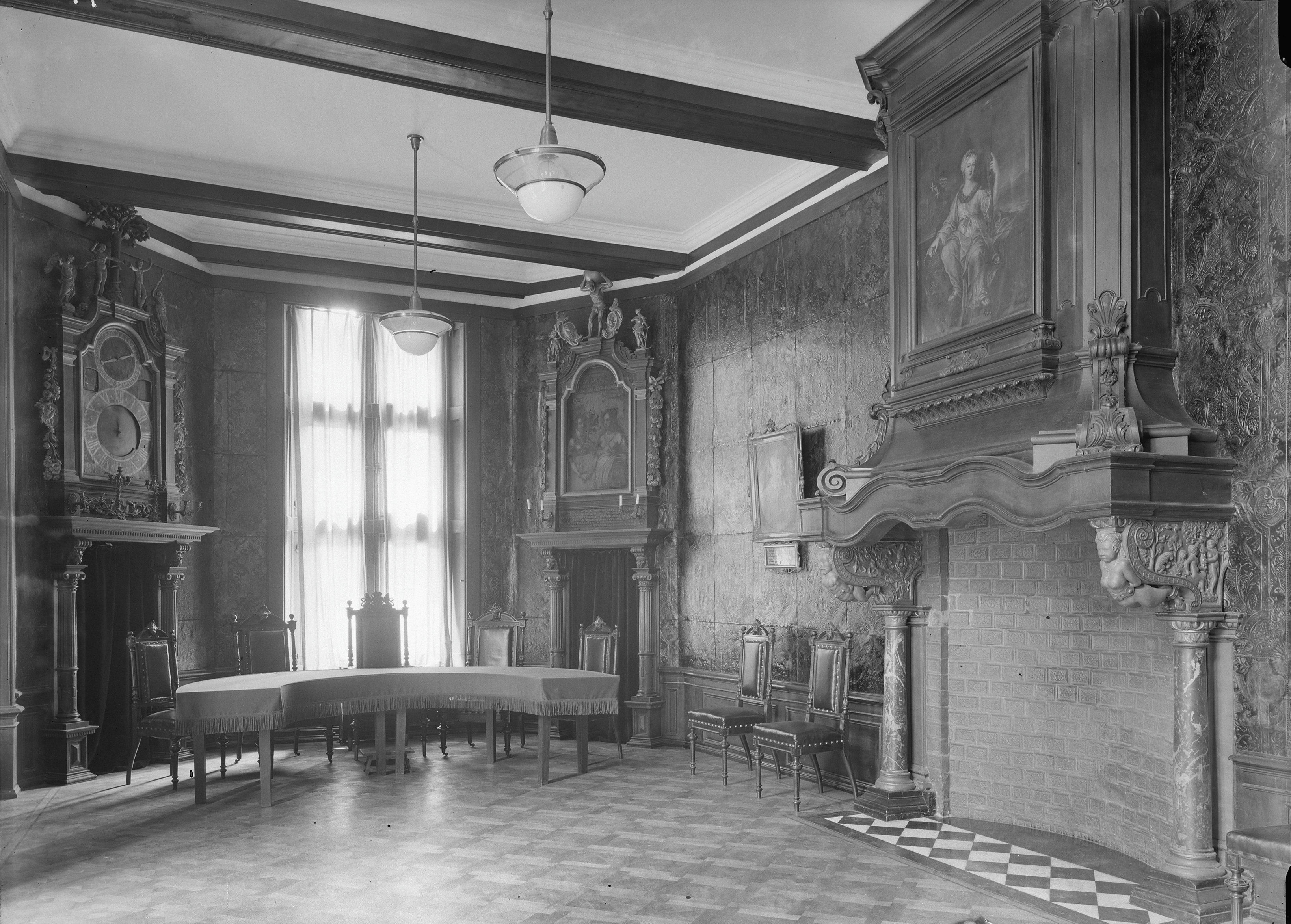
Interieur van de oude raadzaal

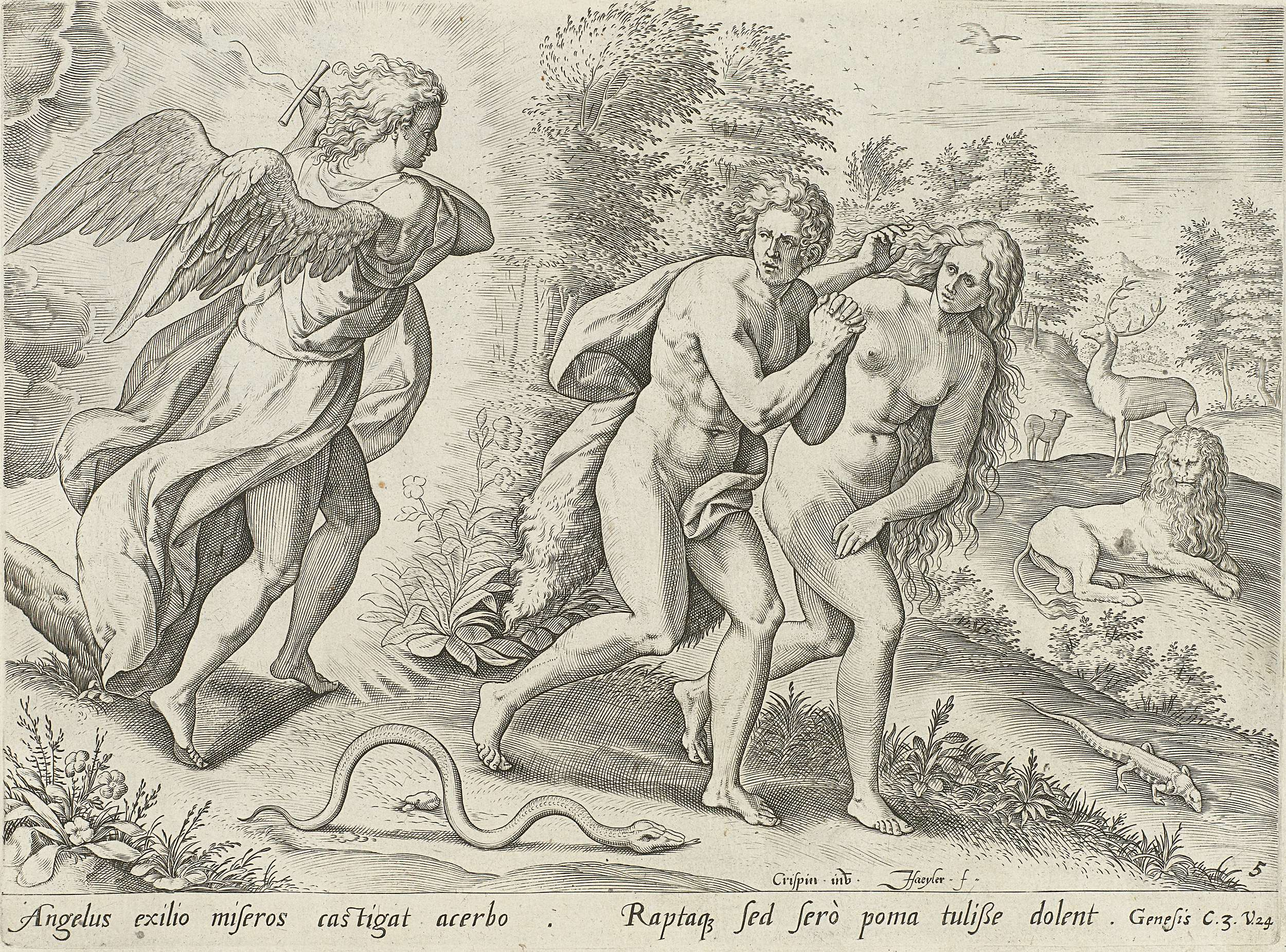
Deze prent door Jan Sadeler uit c. 1580 diende de (onbekende) beeldhouwer tot voorbeeld bij het reliёf met de 'verdrijving van Adam en Eva uit het paradijs' aan de schouw in de oude raadszaal.

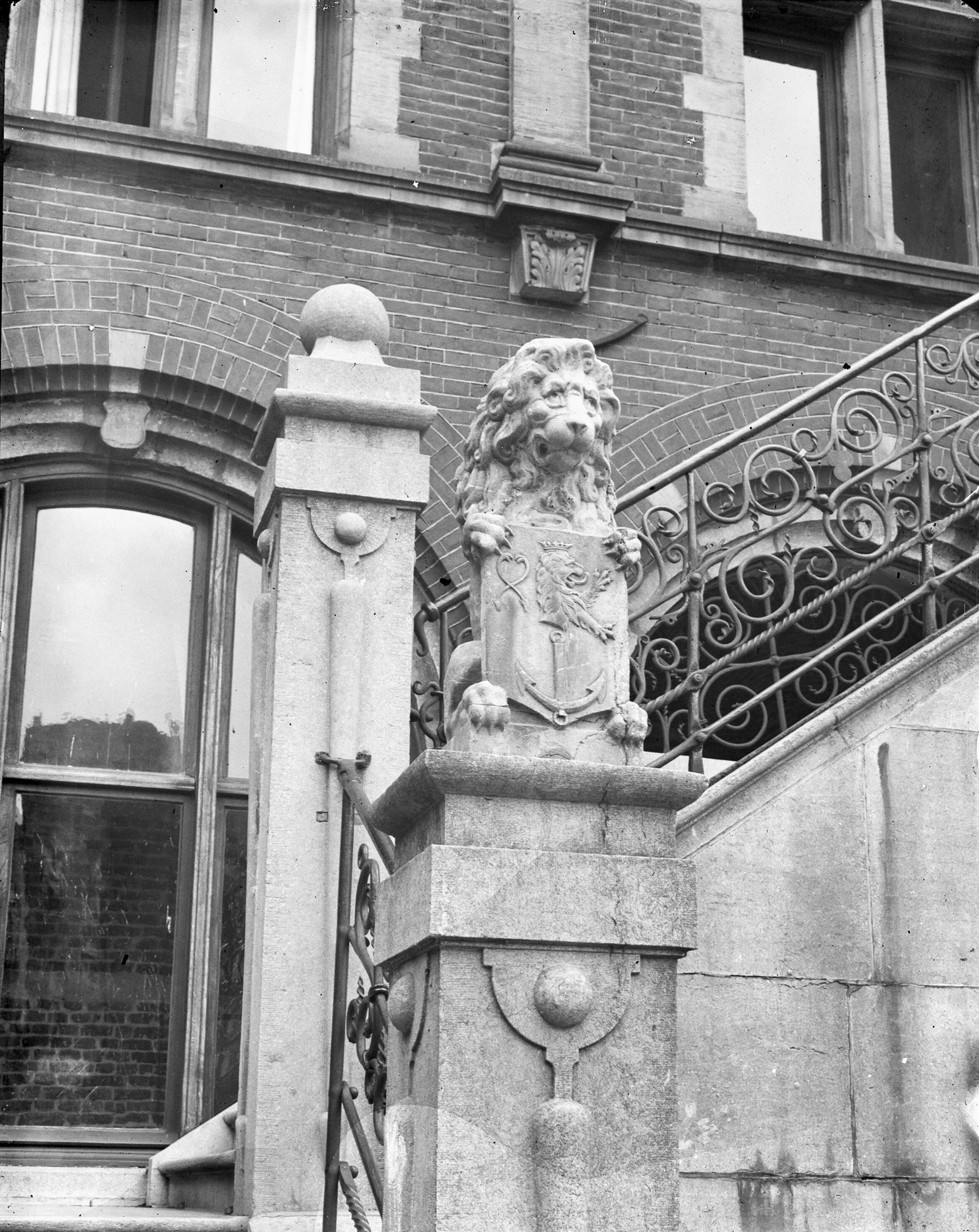
Een van de leeuwtjes die de twee buitentrappen flankeren

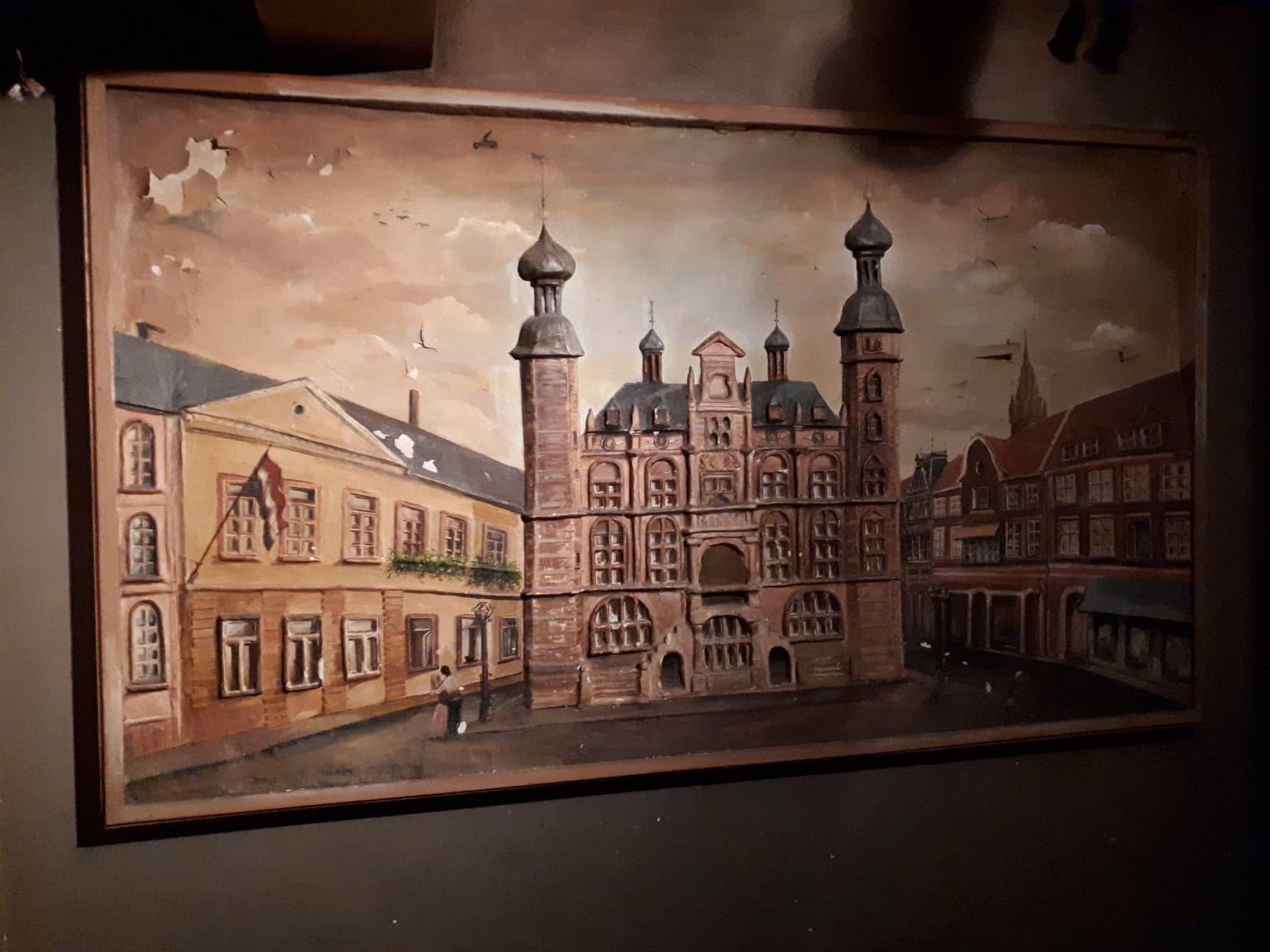
Een vooroorlogs, maar zwaar beschadigd, reliëf van het stadhuis. In het trappenhuis van discotheek Scala, Venlo

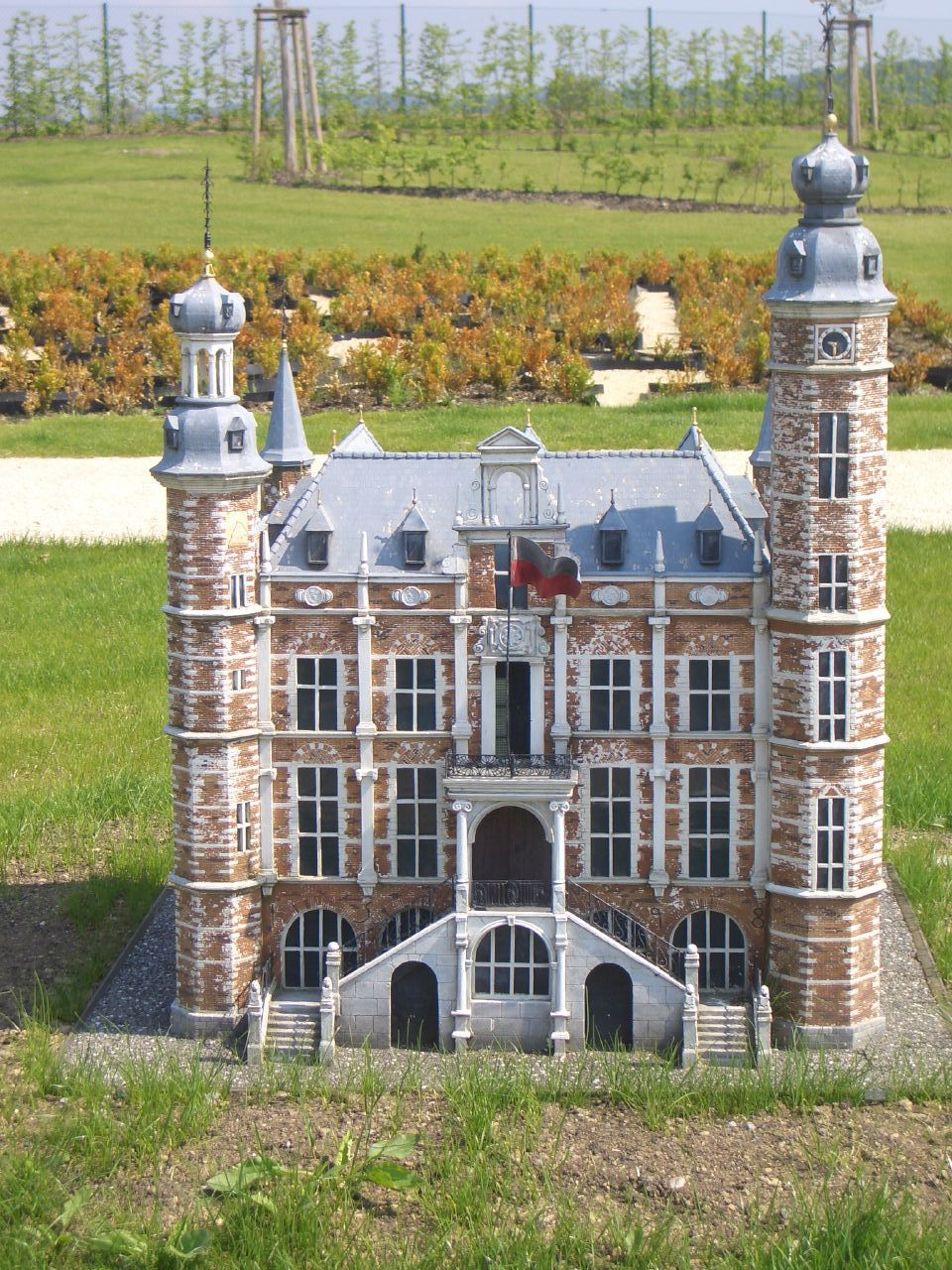
Model van het stadhuis in Minimundus

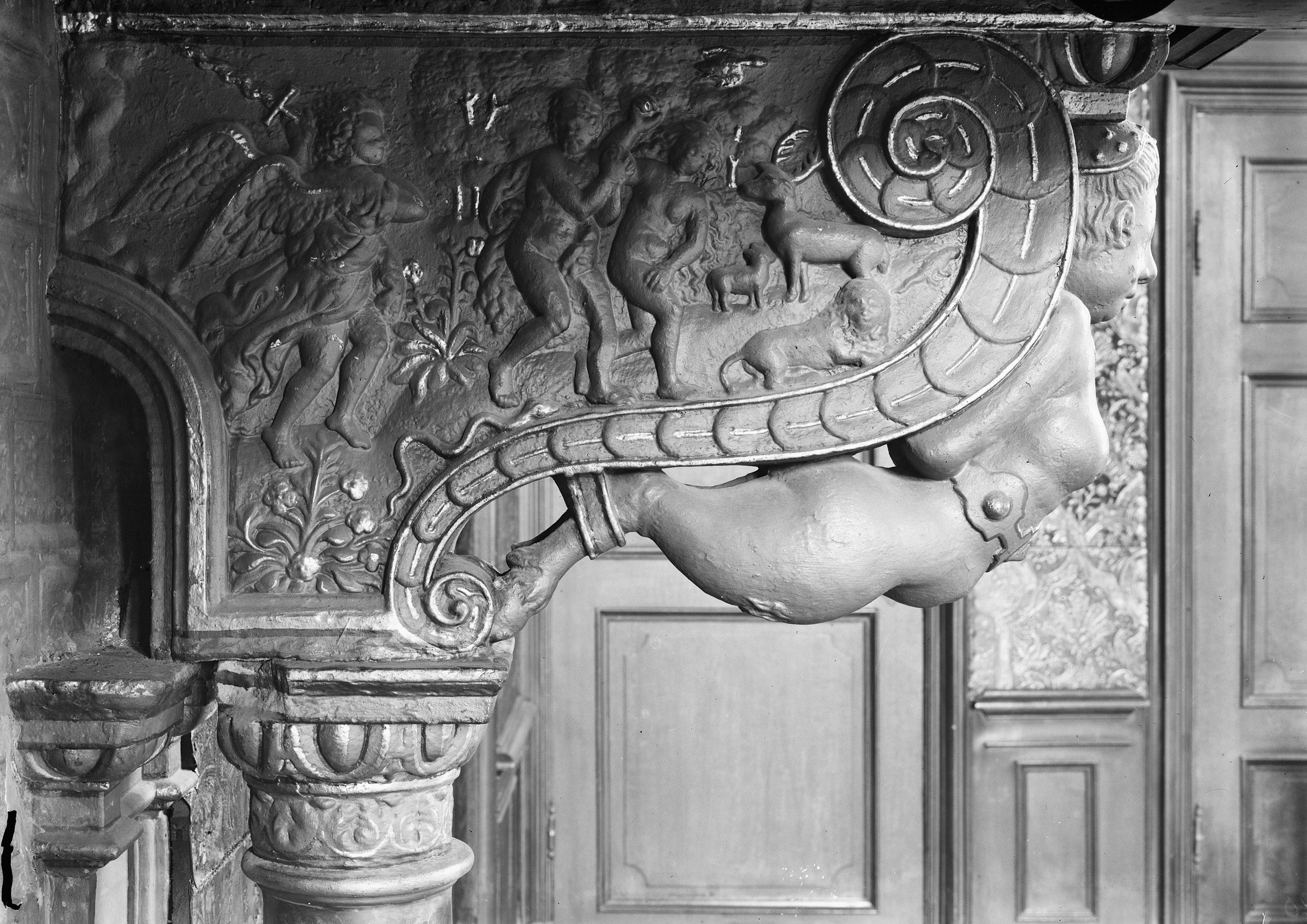
Interieur oude raadszaal, gebeeldhouwde console van de schouw met 'Verdrijving van Adam en Eva uit het Paradijs', einde 16de-eeuw

De hoofdingang werd verplaatst van de noordelijk gelegen Groenmarkt naar de zuidelijk gelegen Markt.
Op een tekening van Jan de Beijer uit 1741 staat het stadhuis in volle glorie afgebeeld met pleisterwerk in blokvorm. Op een foto uit 1880 is glad pleisterwerk zichtbaar en is het oostelijk deel van de voorgevel ontpleisterd. Het gebouw wordt ingrijpend gerestaureerd tussen 1881 en 1887 naar plannen van Johannes Kayser. De Tweede Wereldoorlog heeft het nagenoeg ongeschonden overleefd. Het huidige gebouw heeft geen pleisterwerk maar sierlijke baksteen en sierbanden van steen.

## Uiterlijke kenmerken
Oorspronkelijk heeft de begane grond van het stadhuis tot markthal gediend. Ook de waag was hierin gehuisvest blijkens een gevelsteen. Er waren rondom ingangen en de zoldering rustte op vier Toscaanse zuilen. Boven in de voorgevel bevinden zich vier medaillons met afbeeldingen van beroemde Venlonaren. Van links naar rechts zijn dat de klokkengieter Jan van Venlo, de humanist Erycius Puteanus, de penningkundige en etser Hubert Goltzius en de kunstschilder Jan van Cleef. Echter, men heeft een fout gemaakt bij het maken van deze medaillons. Hubert Goltzius is verwisseld met zijn neef Hendrick en zodoende heeft men een verkeerd medaillon geplaatst. Een onderzoek uit de jaren tachtig heeft uitgewezen dat er geen afbeeldingen bestaan van Jan van Cleef als volwassene. De Roermondse maker van de medaillons heeft op het stadhuis dus, naast een verkeerd medaillon van Goltzius, een 'fantasiebeeld' van Van Cleef geplaatst. Zeer opvallend zijn verder de wapenschilden van de stad Venlo, Gelderland en de Verenigde Nederlanden. De glas-in-loodramen zijn voorzien van familiewapens van vroegere stadsbestuurders.
Het interieur bevat een groot aantal kunstschatten, zoals de beroemde Adam en Eva-klok uit 1716 en het prachtige goudleren behang uit 1734 in de kamer van Burgemeester en Wethouders, de voormalige raadzaal. In dit vertrek prijkt ook een ‘Italiaanse’ schouw waarvan de (18e-eeuwse) boezem rust op marmeren zuiltjes en 16e-eeuwse zandstenen consoles in de vorm van een faun/sater. Deze consoles zijn ter zijde gebeeldhouwd met taferelen ontleend aan het bijbelboek Genesis: rechts Adam en Eva in het paradijs rond de boom van kennis van goed en kwaad, links hun verdrijving uit het paradijs door een engel met vlammend zwaard. Die laatste voorstelling is gebaseerd op een laat-16e-eeuwse Antwerpse prent, gestoken door Jan/Johannes Sadeler I (Brussel 1550 - Venetië 1600) naar een ontwerp van Crispijn van den Broeck (Mechelen 1523 - Antwerpen c. 1591). In het stadhuis bevindt zich ook de huidige raadszaal. Voor de rest heeft het gebouw een representatieve functie.

## Moderne aanpassingen
Tussen 2007 en 2009 heeft het stadhuis weer een grondige renovatie ondergaan. Er is onder andere een lift in het stadhuis gebouwd om de veiligheid en toegankelijkheid van het stadhuis te bevorderen. Daarnaast werd de centrale verwarming en het luchtverversingssysteem vervangen. Ook werd de raadszaal onder handen genomen. Door de gemeentelijke herindeling waar Tegelen en Belfeld bij Venlo zijn gevoegd, is de raadszaal te klein geworden. Tijdens de verbouwing was het niet mogelijk om op het stadhuis huwelijken te voltrekken.

## Minimundus
In het miniatuurpark Minimundus Bodensee in Meckenbeuren (Duitsland) staat een model van het stadhuis op een schaal van 1:25. Klagenfurt, waar Minimundus is opgericht, is namelijk sinds 1961 partnerstad van Venlo en heeft ook een straat naar Venlo genoemd: de Venloweg. Venlo heeft op zijn beurt een straat naar de Oostenrijkse zusterstad genoemd: de Klagenfurtlaan.